# Вилия (фотоаппарат)

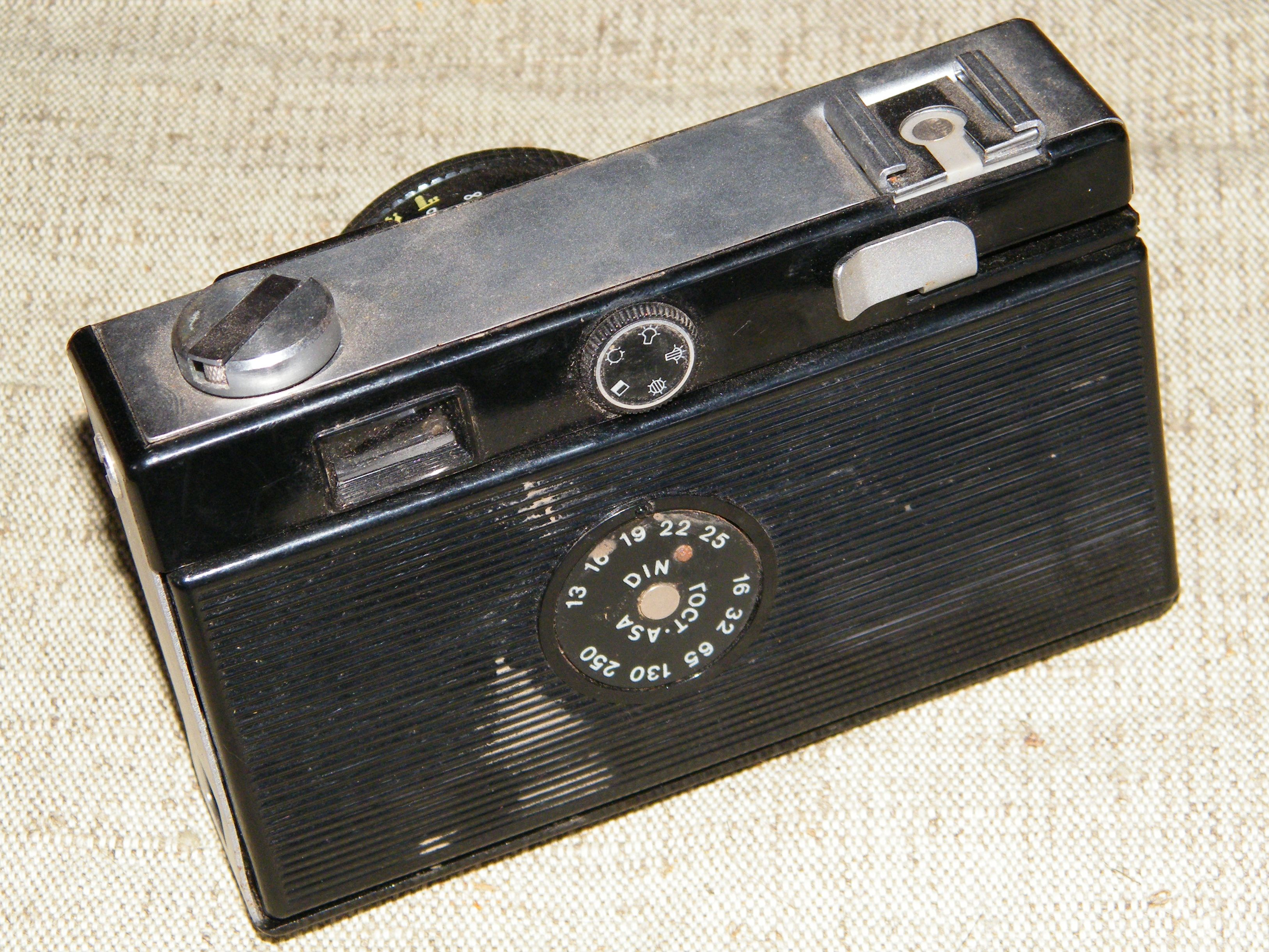
«Вилия», сзади

«Ви́лия» — советский шкальный малоформатный фотоаппарат.
Выпускался в 1974—1985 годах Белорусским оптико-механическим объединением.
Вторая модель из унифицированного семейства «Вилия». Выпускались четыре модели («Вилия-авто», «Вилия», «Силуэт-электро», «Орион-ЕЕ»), имевшие одинаковый корпус и объектив, отличавшиеся только способом установки экспозиции.
Фотоаппаратов «Вилия-авто» и «Вилия» выпущено около 3 млн экз.

## Технические характеристики
- Тип — шкальный малоформатный фотоаппарат.
- Тип применяемого фотоматериала — плёнка типа 135 в стандартных кассетах.
- Размер кадра — 24×36 мм.
- Корпус — пластмассовый, с откидной задней пластмассовой крышкой. На крышке находится шкала-памятка светочувствительности заряженной фотоплёнки.
- Курковый взвод затвора и перемотка плёнки.
- Приёмная катушка несъёмная.
- Счётчик кадров самосбрасывающийся при открывании задней крышки.
- Объектив — Триплет «Т-69-3» 4/40, несъёмный. Резьба для крепления светофильтров — М46×0,75 мм. Диафрагма четырёхлепестковая залинзовая (за центральным затвором).
- Наводка на резкость по шкале символов и расстояний.
- Видоискатель оптический телескопический с увеличением 0,6×, с подсвеченными кадроограничительными рамками (внутренняя — для коррекции параллакса при съёмке с расстояния менее 3 метров).
- Фотографический затвор — центральный залинзовый, двухлепестковый, значения выдержек от 1/30 до 1/250 с и «В». Значение диафрагм от f/4 до f/16.
- Фотоаппарат «Вилия» имеет ручную установку экспозиции: выдержка устанавливается применительно к значению светочувствительности фотоплёнки, а диафрагма по символам погоды, в поле зрения видоискателя отображаются пиктограммы («ясно», «солнце в дымке», «облачно», «пасмурно», «грозовые тучи»), с нужной необходимо совместить подвижный указатель.
- Синхроконтакт и центральный синхроконтакт «X», обойма для крепления фотовспышки. Выдержка синхронизации — любая.
- Резьба штативного гнезда 1/4 дюйма.
- Резьба под спусковой тросик отсутствует.
- Стоимость фотоаппарата «Вилия» составляла 23 или 25 рублей, в зависимости от футляра (жёсткий или мягкий).

## «Смена-Символ»
С 1971 по 1991 год на Ленинградском оптико-механическом объединении выпускался фотоаппарат «Смена-Символ» с аналогичными техническими характеристиками и аналогичного конструктивного исполнения.